# Ghiacciaio Lever
Il ghiacciaio Lever (in inglese Lever Glacier) (65°30′S 63°40′W) è un ghiacciaio lungo circa 10 km e largo, alla bocca, circa 2,5 km, situato sulla costa di Graham, nella parte occidentale della Terra di Graham, in Antartide. Il ghiacciaio, il cui punto più alto si trova 258 m s.l.m., fluisce verso ovest-nordovest fino a entrare nella parte settentrionale della baia di Beascochea, a nord della penisola Chorul.

## Storia
Il ghiacciaio Lever è stato avvistato per la prima volta nel 1909 durante la seconda spedizione antartica francese al comando di Jean-Baptiste Charcot e fu in seguito mappato più dettagliatamente durante la spedizione britannica nella Terra di Graham, 1934-37, al comando di John Rymill. Nel 1954, il ghiacciaio è stato così battezzato in onore di William Lever, 2° Visconte Leverhulme, che contribuì a sovvenzionare la suddetta spedizione britannica.